# Districtul Na Mom
Na Mom (în thailandeză นาหม่อม) este un district (Amphoe) din provincia Songkhla, Thailanda, cu o populație de 20.950 de locuitori și o suprafață de 92,47 km².

## Componență
Districtul este subdivizat în 4 subdistricte (tambon), care sunt subdivizate în 29 de sate (muban).
| Nr. | Nume         | În thailandeză | Sate | Locuitori |  |
| --- | ------------ | -------------- | ---- | --------- |  |
| 1.  | Na Mom       | นาหม่อม         | 10   | 7,537     |  |
| 2.  | Phichit      | พิจิตร           | 6    | 4,343     |  |
| 3.  | Thung Khamin | ทุ่งขมิ้น          | 7    | 4,986     |  |
| 4.  | Khlong Rang  | คลองหรัง        | 6    | 4,084     |  |